# Runjani
Runjani (cyr. Руњани) – wieś w Serbii, w okręgu maczwańskim, w mieście Loznica. W 2011 roku liczyła 2487 mieszkańców.